# Adolf Schulten
Adolf Schulten (ur. 27 maja 1870, zm. 19 marca 1960) – niemiecki historyk i archeolog. Znany z wieloletnich prac wykopaliskowych w delcie Gwadalkiwiru w południowej Hiszpanii, które prowadził w poszukiwaniu Tartessos, które utożsamiał z legendarną Atlantydą. Te bezskuteczne poszukiwania pochłonęły cały jego majątek.